# Phaeoseptoria musae
Phaeoseptoria musae är en svampart som beskrevs av Punith. 1977. Phaeoseptoria musae ingår i släktet Phaeoseptoria och familjen Phaeosphaeriaceae.   Inga underarter finns listade i Catalogue of Life.